# Laigueglia
Laigueglia ist eine italienische Gemeinde mit 1698 Einwohnern (Stand 31. Dezember 2023) an der Ligurischen Küste in der Provinz Savona und ist Mitglied der Vereinigung I borghi più belli d’Italia (Die schönsten Orte Italiens). Sie hat einen Haltepunkt an der Bahnstrecke Genua–Ventimiglia.
Die Nachbargemeinden sind Alassio und Andora. Übernachtungsmöglichkeiten reichen vom Viersterne-Hotel bis zum Campingplatz Capo Mele. Die Türme der Kirche San Matteo dienten als Wachtürme gegenüber den Schiffen der Sarazenen. Die deutsche Partnerstadt von Laigueglia ist Höhr-Grenzhausen.